# Alcuin

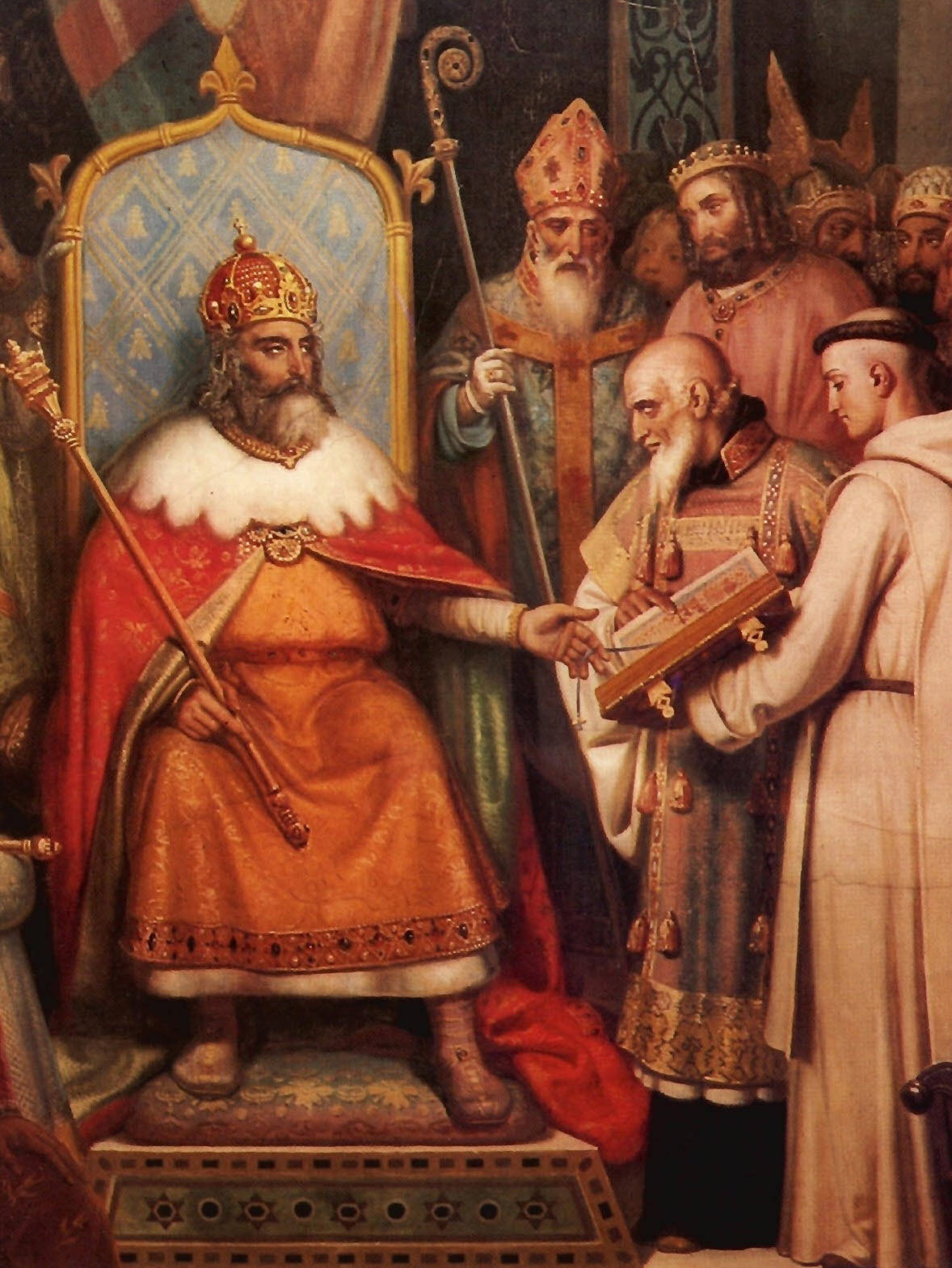
Jean-Victor Schnetz: I. Károly frank császár és Alcuin, aki a császár legközelebbi barátja volt, oktatási reformjának és művészi kezdeményezéseinek fő szervezője, 1830

Alcuin vagy Albinus (angolul Eahlwine), (Eboracum (ma York), 735. – Tours, 804. május 19.) angol teológus. A nevét néha Alchuine-nak írta, és Nagy Károly udvarában Albinus Flaccusnak nevezték – ez talán hízelgő utalás volt Horatiusra. Saját művei – mindegyik latin nyelvű – kevésbé voltak jelentősek, mint a császár oldalán betöltött tisztsége.

## Élete
Alcuin maga a yorki katedrális iskolájában tanult, és egyszer elkísérte oktatóját, Ethelbertet Rómába elveszett latin nyelvű iratokat keresni. 766-ban Ethelbertet kinevezték yorki érseknek, és Alcuin vette át a helyét az iskola élén. 781-ben, amikor Rómából jött hazafelé, útközben, Parmában találkozott Nagy Károly császárral, aki rávette, hogy hagyja ott Angliát, és telepedjen le az udvarában. Alcuin megélhetéséről a császár gondoskodott: Ferrières-en-Gâtinais és Troyes apátságainak élére nevezte ki. Alcuin 790-ig a frank udvarban maradt, az uralkodó fiait és a kispapokat tanította. Gyakorlatilag ő alkotta az iskola teljes tantestületét, és ő alapította a könyvtárat.
790-ben Alcuin visszatért Angliába, de két év múlva Nagy Károly ismét elhívta. Alcuin utoljára 794-ben ment vissza, de csak rövid időre. A császár, hogy a tanácsaira és a társaságára számíthasson, neki adományozta a tours-i Szent Márton-apátságot. Alcuin egészen haláláig itt élt. Ottléte alatt az apátság iskolája a legjobb európai iskola lett: ez volt az az egyetlen hely a középkorban, ahol a klasszikus szerzők művei megvoltak.

## Művei
Alcuin írásainak legnagyobb része levél; főleg Nagy Károlyhoz. Írt retorikai és nyelvtankönyveket (néhányat párbeszédes formában, például az Alcuin és Pepint), prédikációkat, verseket, episztolákat és egy egyháztörténeti munkát: a yorki katedrális történetét versbe szedve. Vallási nézetei nagyon ortodoxak voltak: a 794-es frankfurti zsinaton elérte az adopcionizmus elítélését – ez vallási és politikai szempontból is fontos volt. Alcuint leginkább mint kulturális szervező volt híres a maga idejében, nem mint szerző. A Karoling reneszánszt támogatta. Az angol irodalomban nincs különösebb jelentősége, mivel mindent latinul írt és nagyon kevés művét fordították le eddig angolra.
Művei: Alcuini Opera (összes munkái, kiad. 1617); Rhetoric Works (kiad. 1943, szerk. és ford. W. S. Howell)

## Művei magyarul
- Alkuin: Párbeszéd a szónoklattanról és az erényekről (ford. Hoffman Zsuzsanna). In: Az égi és a földi szépről – Források a későantik és a középkori esztétika történetéhez (közreadja Redl Károly), Gondolat Könyvkiadó, Budapest, 1988, ISBN 963-281-843-1, 239–241. o.
- Ének Istenhez (Az ember méltóságáról). In: Sík Sándor: Himnuszok könyve, Szent István Társulat, Budapest, 1943, 209. o.
- „Levelei”-ből. In: (szerk.) Trencsényi-Waldapfel Imre: Világirodalmi antológia II., Tankönyvkiadó Vállalat, Budapest, 1955, 158–159. o.